# Агрономические руды
Агрономические руды (агрономическое сырьё) — горные породы и минералы, сырьё для получения минеральных удобрений.

## Термин
Термин агрономические руды был введён Я. В. Самойловым в 1921 году. К агрономическим рудам относятся апатиты и фосфориты, а также калийные соли, натриевая и калийная селитра и другие.

## Разновидности
- Апатитовые руды, фосфорит
- Калийные соли

## Месторождения
Крупнейшее в России месторождение апатита расположено в Хибинах на Кольском полуострове, фосфоритовые месторождения желвакового типа находятся в Европейской части (Егорьевское, Вятско-Камское, Щигровское и другие).
В Казахстане фосфориты сконцентрированы в Актюбинском и Каратауском фосфороносных бассейнах; апатиты — в магнетитах и бурых железняках Соколовско-Сарыбайского и Кашарского месторождений; сульфиды и хлориды — в озёрах Индер, Шалкар и других.
Для производства микроудобрений используются руды меди, бора, марганца, цинка, молибдена.